# Оттенгофен
Оттенгофен (нім. Ottenhofen) — громада в Німеччині, розташована в землі Баварія. Підпорядковується адміністративному округу Верхня Баварія. Входить до складу району Ердінг. Складова частина об'єднання громад Обернойхінг.
Площа — 10,27 км2. Населення становить 1919 ос. (станом на 31 грудня 2020).

## Галерея

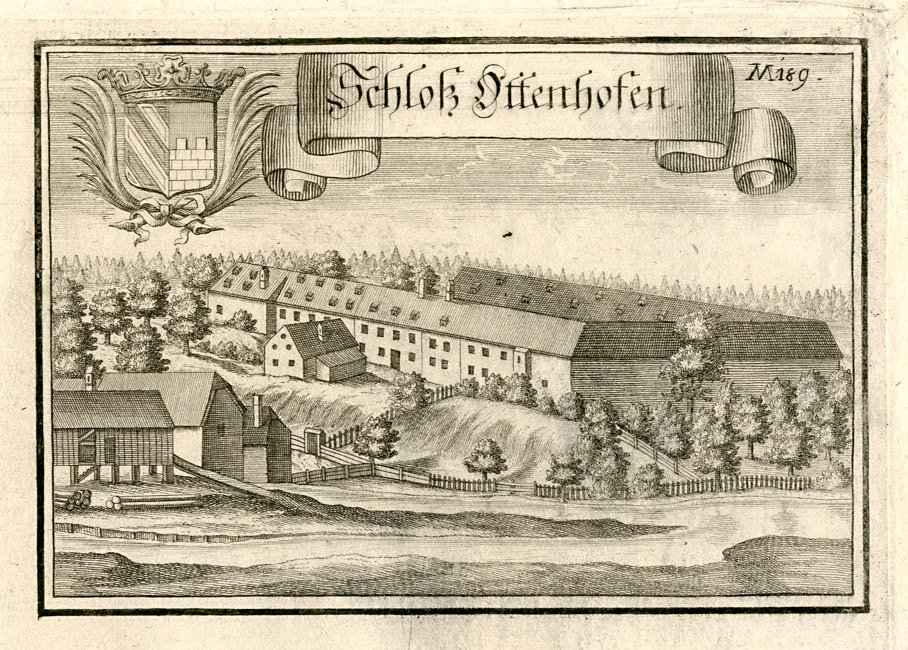